# Route Verte 2
La Route verte 2 est un itinéraire cyclable du réseau québécois de la Route Verte. L'axe traverse du sud au nord plusieurs régions du Québec.